# Counozouls
Counozouls település Franciaországban, Aude megyében. Lakosainak száma 56 fő (2022. január 1.). Counozouls Le Bousquet, Montfort-sur-Boulzane, Roquefort-de-Sault, Sainte-Colombe-sur-Guette és Mosset községekkel határos.

## Népesség
A település népességének változása:
| Lakosok száma | 78   | 55   | 52   | 46   | 43   | 46   | 48   | 50   | 52   | 56   |
|               | 1968 | 1982 | 1990 | 2006 | 2013 | 2015 | 2017 | 2019 | 2020 | 2022 |